# سينادا
 سينّادا مدينة تقع في إقليم فريجيا سالوتاريس في الوسط الغربي من الأناضول في آسيا الصغرى قديمًا، وتحتل موقعها الآن مدينة شوهوت "Şuhut" التركية في محافظة أفيون.